# 神奈川県立座間支援学校
神奈川県立座間支援学校（かながわけんりつ ざましえんがっこう）は、神奈川県座間市にある県立特別支援学校。

## 学部
- 小学部
- 中学部
- 高等部 - 高等部は「肢体不自由児部門（高北）」と「知的障害者部門（高西）」に分かれている。
- 訪問部

## 所在地
- 本校：〒252-0029 座間市入谷西5丁目10-1
- 有馬分教室：〒243-0424 海老名市社家5丁目27-1（神奈川県立有馬高等学校内）
- 相模向陽館分教室：〒252-0003 座間市ひばりが丘3丁目58-1（神奈川県立相模向陽館高等学校内）

## 沿革
- 1979年（昭和54年）4月1日 - 開校
- 1980年（昭和55年）
  - 4月1日 - 高等部設置
  - 12月19日 - 現在地に校舎完成・移転
- 2008年（平成20年）4月1日 - 神奈川県立有馬高等学校内に高等部の分教室設置
- 2010年（平成22年）4月1日 - 神奈川県立相模向陽館高等学校内に高等部の分教室設置
- 2023年（令和5年）4月1日 - 学校名を神奈川県立座間養護学校から神奈川県立座間支援学校に名称変更[1][2]